# Корнієнко Олег Миколайович
Олег Миколайович Корнієнко (нар. 19 листопада 1968, Суми) — український військовий історик, краєзнавець, публіцист і громадський діяч, голова Сумської обласної організації Національної спілки краєзнавців України. Сфера наукових зацікавлень — козацька доба, історія України І половини XX століття. Ініціатор упорядкування українських військових поховань XVII—ХХ століть на Сумщині.
Автор фундаментальної монографії «Сумський слобідський козацький полк 1659—1765» та ілюстрованого довідника «Зруйновані храми Сумщини».
З 2015 — боєць добровольчого батальйону «Азов».

## Життєпис
Родове коріння — з Чернігівщини, нащадок козацько-старшинського роду Чернігівського полку.
У 1995 році з відзнакою закінчив історичний факультет Сумського державного педагогічного інституту за фахом «Історія та методика виховної роботи».
У Збройних Силах СРСР з 1987 року. Протягом 1988—1989  — військовий інструктор у загонах Соціалістичної Республіки В'єтнам.

### Після ліквідації СРСР
Працював учителем історії та правознавства (1995—1998) та у системі МНС України (1998—2009). З серпня 2009 року — керівник редакційно-видавничої групи з підготовки та видання книг головного управління зв'язків з громадськістю Сумської обласної державної адміністрації. Група забезпечує підготовку обласних томів науково-документальних серій книг «Книга Пам'яті України» та «Реабілітовані історією». Започаткував переведення у цифровий формат обласних томів «Книги Пам'яті України» та «Книги Скорботи України», активну роботу щодо пошуку інформації про земляків, котрі зникли безвісти під час Другої світової війни.

### Творчий доробок
Здобувач Інституту історії України Національної Академії наук України, має наукові публікацій у загальноукраїнських і регіональних наукових виданнях. У періодичних виданнях друкується з 1993 року. Видання «Нариси військової історії України. Сумській слобідський козацький полк 1659—1765 рр.» (2008), що фінансувалося Державним комітетом телерадіомовлення за результатами конкурсу «Українська книга», на Всеукраїнському рейтингу «Книга року — 2008» у травні 2009 року в номінації «Минувшина» посіло восьму позицію.
Інші книги:
- Книга Пам'яті Сумської області: в 3т. — Т. ІІ. Зруйновані храми Сумщини. Мартиролог втрачених святинь. — Суми: Видавництво «Ярославна», 2007. — 324 с.
- Благословенний край Охтирщина. — Суми: ПВП «Видавничий дім „Еллада“». — 2007.  — 172 с. (у співавторстві).
- Сумський полк та події Сіверсько-Слобожанського походу Карла XII // Гетьман Іван Мазепа: постать, оточення, епоха. Зб. наук. праць / Відп. ред. В. А. Смолій, відп. секр. О. О. Ковалевська. — К.: Інститут історії України НАН України, 2008. — 398 с.
- «От де, люде, наша слава, слава України»: До 350-річчя перемоги під Конотопом. — К., 2009. — 52 с.
- Зруйновані храми Сумщини. Мартиролог втрачених святинь. — Суми: ПП «Ніконоров В. І.», 2009. — 368 с.
- Хроніка прапороносців: Нарис історії СУМ «Сумщина». — Суми: ФОП Наталуха А. С., 2010. — 228 с.
- Загиблі на чужині. Мартиролог мешканців Сумської області, що загинули у локальних війнах і закордонних збройних конфліктах. — Суми, 2011. — 82 с.

У київському видавництві «Наш Час» з 2009 року очікує на публікацію праця «Зброя, спорядження та символіка козацького війська». У вересні 2011 року вийшло друком ілюстроване краєзнавче видання «Перлини Сумщини», присвячене історико-культурній спадщині Сумської області.

### Громадська робота

Відзначення 350-ої річниці Конотопської битви (2009 р.)

З 1991 року — член Міжнародної громадської організації «Українське козацтво», співзасновник Всеукраїнського громадського дитячого руху «Школа безпеки» та Сумського обласного комітету молодіжних організацій.
Член Національної спілки журналістів України.
З квітня 2010 року — голова правління Сумської обласної організації Національної спілки краєзнавців України, член правління НСКУ.
Керівник регіональної експедиції «Забуті могили українського війська». Учасник встановлення хреста на місті цвинтаря «Гетьманці» у м. Лебедині (1993), автор пам'ятних знаків українським воякам на полі Конотопської битви (2005), у с. Михайлівка Сумського району (2009) та поблизу с. Хоружівки Роменського району Сумської області (2011).
Науковий консультант документальних фільмів:
- «Українські шляхи. Від Сум до Батурина»;
- «Серце останнього гетьмана», та циклу телепередач «Провінційні історії», створених ТРК «Академ TV» протягом 2008—2009 років.

Відзначений церковним орденом Святого Юрія Переможця (2008), Почесною грамотою голови Сумської облдержадміністрації (2002), Сумською обласною літературно-краєзнавчо-мистецькою премією (2019), Премією імені академіка Петра Тронька Національної спілки краєзнавців України (2019), орденом «За заслуги» III ступеня (2019).